# Zorzines godavariensis
Zorzines godavariensis là một loài bướm đêm trong họ Noctuidae.